# Благовест
Благовест е българско мъжко име означаващо блага (добра) вест. Произлиза от християнския празник Благовещение, който се празнува на 25 март. Тогава всички хора носещи това име имат имен ден.

## Известни личности, носещи името
- Благовест Аргиров
- Благовест Белев
- Благовест Благоев
- Благовест Кисьов
- Благовест Мутафчиев
- Благовест Пунев
- Благовест Стоянов
- Благовест Сендов